# رادهيكا أبتي
رادهيكا أبتي (بالإنجليزية: Radhika Apte)‏ (ولدت في 7 سبتمبر 1985) ممثلة هندية درست الاقتصاد والرياضيات قبل أن تنتقل إلى لندن لتدرس الرقص المعاصر. بدأت التمثيل في إحدى الفرق المسرحية وشاركت في بطولة عدة مسرحيات، ثم كانت انطلاقتها السينمائية الأولى عام 2005، حين حصلت على دور صغير بالفيلم الهندي (Vaah! Life Ho Toh Aisi!)، وبعدها بأربعة أعوام بدأت تشارك في بطولات الأفلام والتي من أبرزها فيلم بادلابور، رشحت عنه لنيل جائزة ستاردست لأفضل ممثلة مساعدة كما رشحت لنيل جائزة نقابة منتجي السينما لأفضل ممثلة في دور ثانوي، فقامت منذ عام 2009 ببطولة أكثر من عشرين فيلماً تحت إدارة عدد من مشاهير المخرجين الهنود.

## حياته الشخصية
في سبتمبر 2012، تزوجت راديكا موسيقي بريطاني بيندكت تايلور.

## وصلات خارجية
- رادهيكا أبتي على موقع IMDb (الإنجليزية)
- رادهيكا أبتي على موقع روتن توميتوز (الإنجليزية)
- رادهيكا أبتي على موقع قاعدة بيانات الأفلام العربية
- رادهيكا أبتي على موقع ألو سيني (الفرنسية)
- رادهيكا أبتي على موقع ميوزك برينز (الإنجليزية)
- رادهيكا أبتي على موقع أول موفي (الإنجليزية)
- رادهيكا أبتي على موقع قاعدة بيانات الفيلم (الإنجليزية)
- رادهيكا أبتي على موقع كينوبويسك (الروسية)